# Mnohoštětinatci
Mnohoštětinatci (Polychaeta) jsou fylogeneticky starší třída kmene kroužkovců, druhově nejbohatší skupina kroužkovců. Jsou známi od svrchního prekambria dodnes. Některé druhy mají homonomní segmentaci (vnější uspořádání článků odpovídá uspořádání orgánů uvnitř, např. Errantia), další rody však jsou uspořádány heteronomně (Sedentaria). Naprostá většina druhů žije v moři.

## Rozmnožování a vývoj
Jsou většinou gonochoristé, ale někdy i hermafrodité; nepřímý vývoj probíhá přes kulovitou plovoucí larvu trochoforu, z níž později vzniká metatrochofora. Stavba orgánových soustav odpovídá uspořádání u všech kroužkovců. Proměna v dospělého živočicha probíhá postupným odškrcováním tělních článků v oblasti řitního otvoru. Dále, tzv. fissiparie je specifické nepohlavní rozmnožování, při němž se oddělují části těla a ty posléze dorůstají v dospělého jedince.

## Tělní články
Protáhlé tělo, dlouhé podle daného druhu od 1 mm do 3 m, je jako u všech kroužkovců složeno ze souvislé řady článků. Naprosto výjimečně se vyskytuje rozvětvená stavba těla – vizte oddíl Zajímavost.
Na každém tělním článku (vyjma předního článku, protostomia, a zadního článku, pygidia) se nachází 1 pár parapodií (primitivních končetin) se štětinami a někdy i se žábrovými přívěsky. Počet článků u jednotlivých druhů nemusí být konstantní. Na předústním tělním článku může být i více tykadlových a makadlových výběžků, některé druhy na něm mají i jednoduché oči.
Většina druhů má 60 – 100 článků, ale některé mořské druhy jich mají až 800. Extrémem na druhé straně jsou některé Archiannelida, které mají jen 9 brzy zanikajících článků. 

schéma anatomie mnohoštětinatců

## Způsob života
Někteří mnohoštětinatci jsou draví, někteří jsou býložraví, ale i živí se i těly mrtvých organismů. Jednou ze životních strategií je zahrabání na dně v rourkách z různého materiálu, druhou je volný pohyb.

## Taxonomie
Mnohoštětinatci patří do kmene kroužkovci a podkmene bezopaskovci (Aclitellata). Patří k nim například:

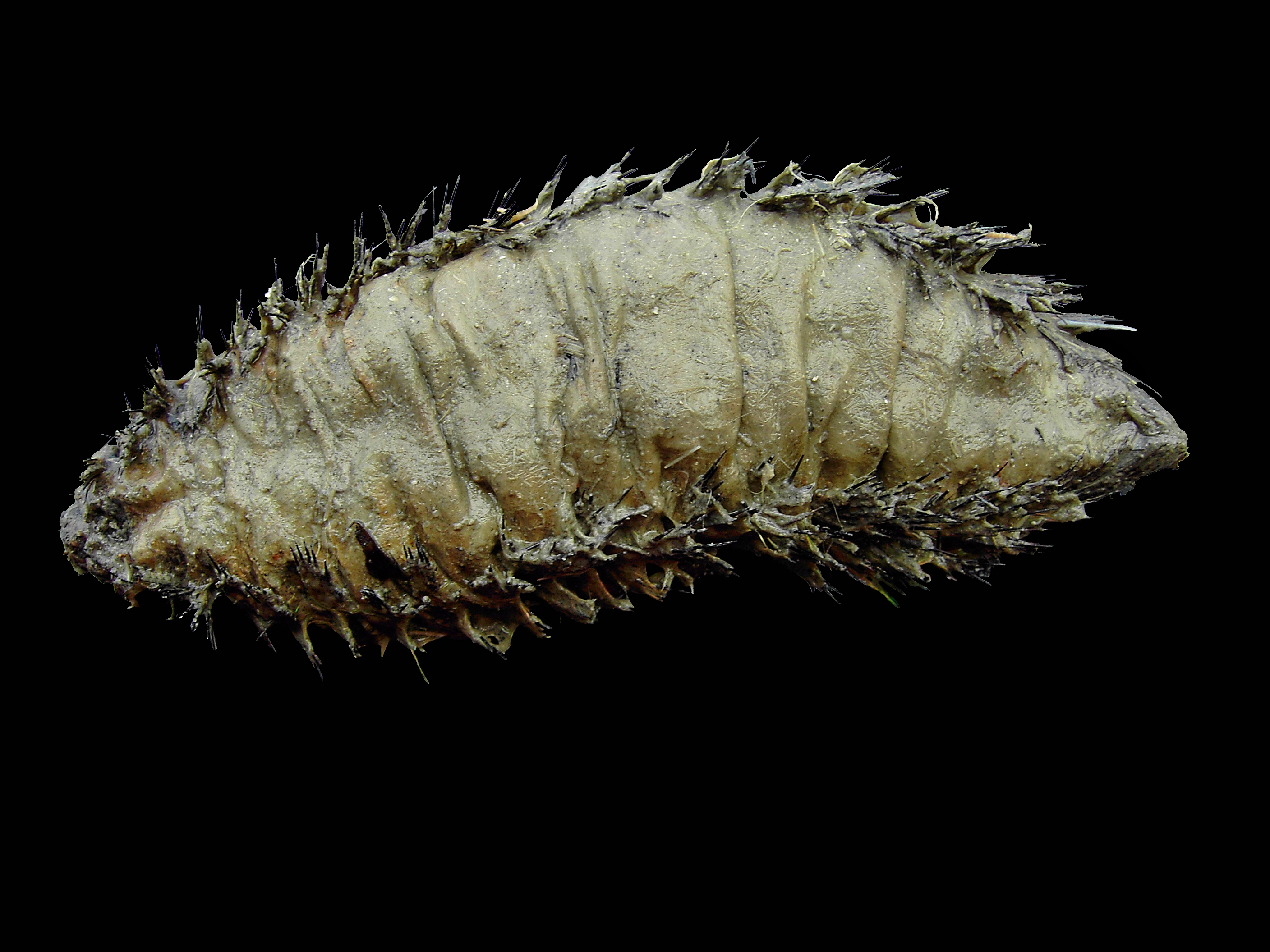
Afroditka plstnatá (Aphrodita aculeata)

- nereidka hnědá
- palolo zelený
- afroditka plstnatá
- rournatec vějířovitý
- pískovník rybářský

## Zajímavost

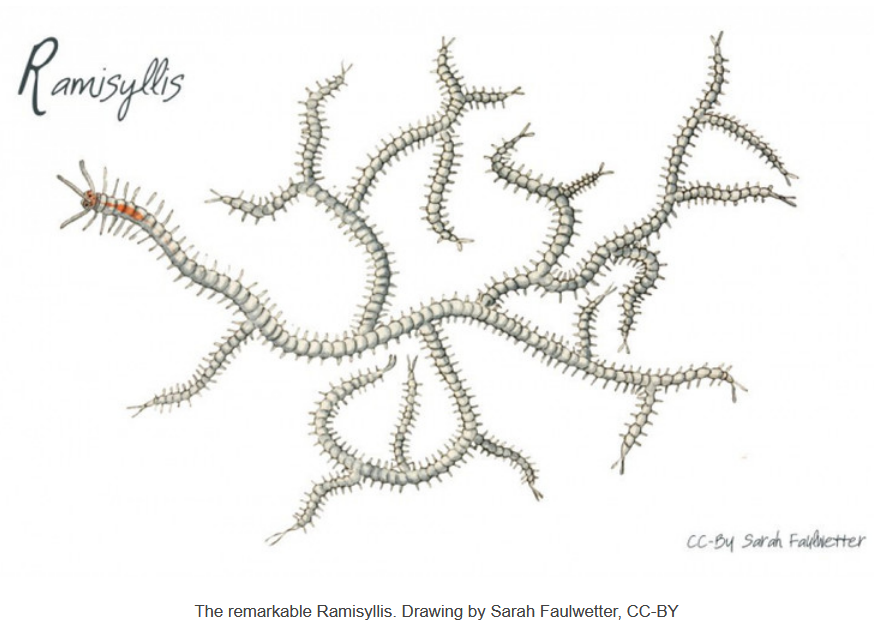
Kresba rozvětveného těla Ramisyllis multicaudata

Pouze 3 dosud popsané druhy se vyznačují unikátní stavbou těla – je vícenásobně rozvětvené, a tak jedné hlavové části přísluší několik řitních částí. Jsou to mořští mnohoštětinatci žijící ve vnitřních kanálcích kolonií houbovců. Jako první byl již v 19. století popsán druh Syllis ramosa, až v 21. století přibyly 2 druhy rodu Ramisyllis: Ramisyllis multicaudata a Ramisyllis kingghidorahi. Druhý z nich, nazvaný podle obří trojhlavé dvouocasé dračí příšery Král Gidora (King Ghidorah), vystupující v sérii filmů o Godzille, byl v r. 2023 vybrán mezi 10 pozoruhodných druhů popsaných v předchozím roce, každoročně vyhlašovaných ve spolupráci World Register of Marine Species a LifeWatch.